# Добре (Радзейовський повіт)
Добре (пол. Dobre, нім. Dobben) — село в Польщі, у гміні Добре Радзейовського повіту Куявсько-Поморського воєводства.
Населення — 1881 особа (2011).
У 1975-1998 роках село належало до Влоцлавського воєводства.

## Демографія
Демографічна структура станом на 31 березня 2011 року:
|          | Загалом | Допрацездатний вік | Працездатний вік | Постпрацездатний вік |
| -------- | ------- | ------------------ | ---------------- | -------------------- |
| Чоловіки | 938     | 177                | 691              | 70                   |
| Жінки    | 943     | 132                | 626              | 185                  |
| Разом    | 1881    | 309                | 1317             | 255                  |